# توشی‌آکی ایشیزوکا
توشی‌آکی ایشیزوکا (انگلیسی: Toshiaki Ishizuka؛ زادهٔ ۲ فوریهٔ ۱۹۵۰) موسیقی‌دان، و طبل‌زن اهل ژاپن است.